# Kabinett Schuman I

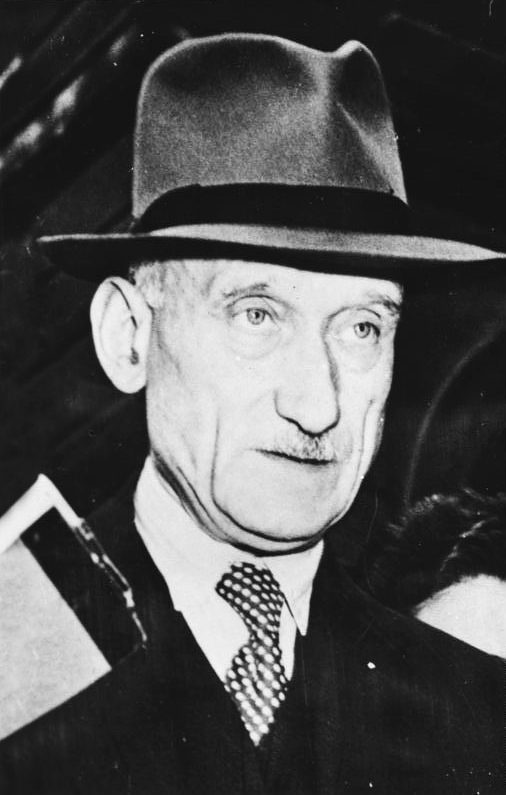
Robert Schuman war zwischen 1947 und 1948 Premierminister

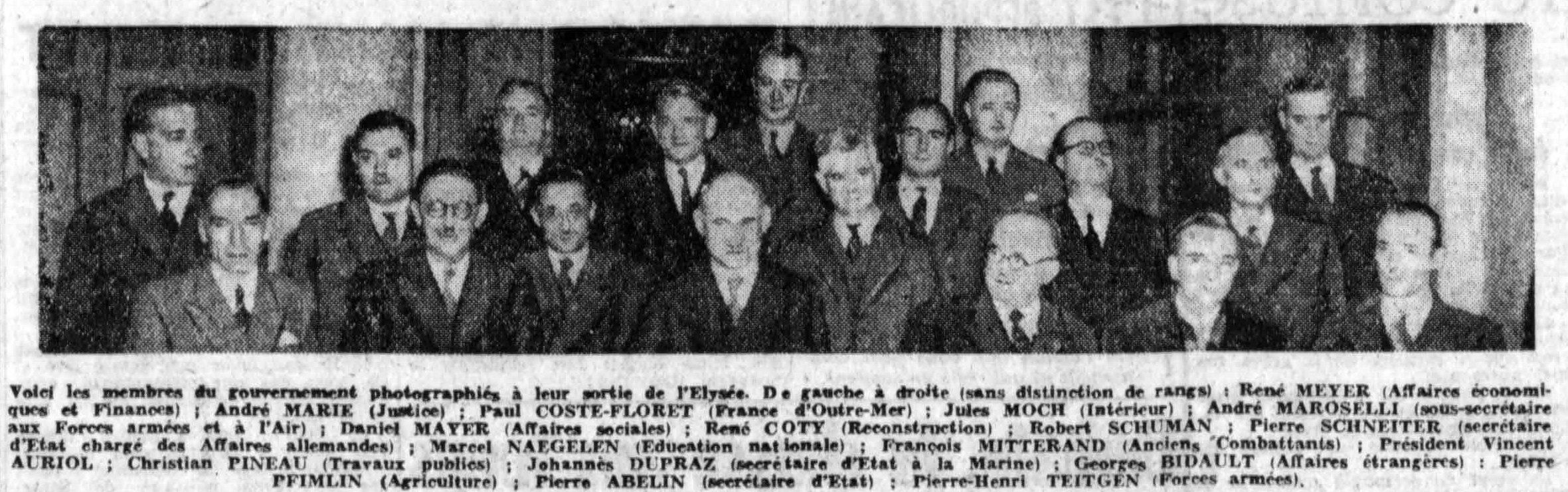
25. November 1947 - Das Kabinett Robert Schuman I beim Verlassen des Élysée-Palastes

Das erste Kabinett Schuman wurde in Frankreich am 24. November 1947 von Premierminister Robert Schuman während der Amtszeit von Staatspräsident Vincent Auriol gebildet und löste das Kabinett Ramadier II ab. Am 26. Juli 1948 wurde das Kabinett vom Kabinett Marie abgelöst. Dem Kabinett gehörten Vertreter von Mouvement républicain populaire (MRP), Parti républicain, radical et radical-socialiste (PRRRS), Section française de l’Internationale ouvrière (SFIO), Républicains indépendants (RI) und Union démocratique et socialiste de la Résistance (UDSR) an. Mit der Ministerin für öffentliche Gesundheit und Bevölkerung Germaine Poinso-Chapuis wurde auch erstmals eine weibliche Ministerin in die Regierung berufen.

## Minister
Dem Kabinett gehörten folgende Minister an:
| Amt                                                   | Name                                   | Beginn der Amtszeit                | Ende der Amtszeit              |
| ----------------------------------------------------- | -------------------------------------- | ---------------------------------- | ------------------------------ |
| Premierminister                                       | Robert Schuman                         | 24. November 1947                  | 26. Juli 1948                  |
| Siegelbewahrer, Justizminister                        | André Marie                            | 24. November 1947                  | 26. Juli 1948                  |
| Außenminister                                         | Georges Bidault                        | 24. November 1947                  | 26. Juli 1948                  |
| Innenminister                                         | Jules Moch                             | 24. November 1947                  | 26. Juli 1948                  |
| Minister für die Streitkräfte                         | Pierre-Henri Teitgen                   | 24. November 1947                  | 26. Juli 1948                  |
| Minister für Finanzen und Wirtschaft                  | René Mayer                             | 24. November 1947                  | 26. Juli 1948                  |
| Minister für Industrie und Handel                     | Robert Lacoste                         | 24. November 1947                  | 26. Juli 1948                  |
| Landwirtschaftsminister                               | Pierre Pflimlin                        | 24. November 1947                  | 26. Juli 1948                  |
| Minister für nationale Bildung                        | Marcel-Edmond Naegelen Édouard Depreux | 24. November 1947 12. Februar 1948 | 12. Februar 1948 26. Juli 1948 |
| Minister für die Überseegebiete                       | Paul Coste-Floret                      | 24. November 1947                  | 26. Juli 1948                  |
| Minister für öffentliche Arbeiten und Verkehr         | Christian Pineau                       | 24. November 1947                  | 26. Juli 1948                  |
| Minister für Arbeit und soziale Sicherheit            | Daniel Mayer                           | 24. November 1947                  | 26. Juli 1948                  |
| Ministerin für öffentliche Gesundheit und Bevölkerung | Germaine Poinso-Chapuis                | 24. November 1947                  | 26. Juli 1948                  |
| Minister für Wiederaufbau und Stadtplanung            | René Coty                              | 24. November 1947                  | 26. Juli 1948                  |
| Minister für Veteranen                                | François Mitterrand                    | 24. November 1947                  | 26. Juli 1948                  |